# Elección de liderazgo del Partido Liberal Democrático (Japón) de 2021
La elección de liderazgo del Partido Liberal Democrático de Japón de 2021 se realizó el 29 de septiembre para elegir a un nuevo presidente del partido y a su vez un nuevo primer ministro. El ganador de la elección también liderará el partido rumbo a las elecciones generales de fin de año. El presidente incumbente del partido y primer ministro Yoshihide Suga anunció el 3 de septiembre que no iba a presentarse a la reelección del liderazgo del partido y por ende no continuar gobernando, debido a los bajos índices de aprobación.
La elección fue ganada por el exministro Fumio Kishida en segunda ronda, derrotando al ministro Taro Kono. La victoria de Kishida se dio con el apoyo de los miembros de la Dieta, mientras que Kono recibió el apoyo de la membresía paga del partido. Kishida será confirmado por la Dieta como nuevo primer ministro el 4 de octubre de 2021.

## Candidatos

### Declarados
- Fumio Kishida, presidente del Consejo de Investigación de Políticas del PLD (2017-2020), miembro de la Cámara de Representantes por el primer distrito de Hiroshima; exministro de Asuntos Exteriores (2012–2017).[4]
- Sanae Takaichi, exministra de Asuntos Internos y Comunicaciones (2014-2017; 2019-2020), miembro de la Cámara de Representantes por el segundo distrito de Nara.[5]
- Taro Kono, exministro de Asuntos Exteriores (2017-2019), exministro de Defensa (2019-2020), miembro de la Cámara de Representantes por el decimoquinto distrito de Kanagawa.[6][7]
- Seiko Noda, exministra de Asuntos Internos y Comunicaciones (2017-2018), miembro de la Cámara de Representantes por el primer distrito de Gifu.[8]

## Resultados
| Candidato | Candidato      | Primera ronda        | Primera ronda        | Primera ronda        | Primera ronda        | Primera ronda        | Primera ronda        | Primera ronda   | Primera ronda   | Segunda ronda        | Segunda ronda        | Segunda ronda           | Segunda ronda           | Segunda ronda   | Segunda ronda   |
| Candidato | Candidato      | Miembros de la dieta | Miembros de la dieta | Miembros del partido | Miembros del partido | Miembros del partido | Miembros del partido | Total de puntos | Total de puntos | Miembros de la dieta | Miembros de la dieta | Delegados de prefectura | Delegados de prefectura | Total de puntos | Total de puntos |
| Candidato | Candidato      | Votos emitidos       | %                    | Voto popular         | %                    | Votos asignados      | %                    | Total de votos  | %               | Votos emitidos       | %                    | Votos emitidos          | %                       | Total de votos  | %               |
| --------- | -------------- | -------------------- | -------------------- | -------------------- | -------------------- | -------------------- | -------------------- | --------------- | --------------- | -------------------- | -------------------- | ----------------------- | ----------------------- | --------------- | --------------- |
|           | Fumio Kishida  | 146                  | 38.42                | 219,338              | 28.86                | 110                  | 28.80                | 256             | 33.60           | 249                  | 65.53                | 8                       | 17.02                   | 257             | 60.19           |
|           | Taro Kono      | 86                   | 22.63                | 335,046              | 44.08                | 169                  | 44.24                | 255             | 33.46           | 131                  | 34.47                | 39                      | 82.98                   | 170             | 39.81           |
|           | Sanae Takaichi | 114                  | 30.00                | 147,764              | 19.44                | 74                   | 19.37                | 188             | 24.67           |                      |                      |                         |                         |                 |                 |
|           | Seiko Noda     | 34                   | 8.95                 | 57,927               | 7.62                 | 29                   | 7.59                 | 63              | 8.27            |                      |                      |                         |                         |                 |                 |
| Total     | Total          | 380                  | 100                  | 760,075              | 100                  | 382                  | 100                  | 762             | 100             | 380                  | 100                  | 47                      | 100                     | 427             | 100             |